# Samuel Hirszenberg
Samuel Hirszenberg, verdeutscht Hirschenberg (* 22. Februar 1865 in Łódź, Russisches Kaiserreich; † 15. September 1908 in Jerusalem, Osmanisches Reich) war ein polnischer Maler.

## Leben

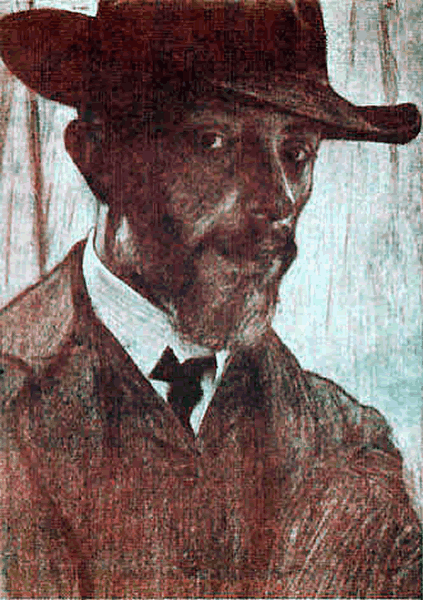
Selbstbildnis, 1907

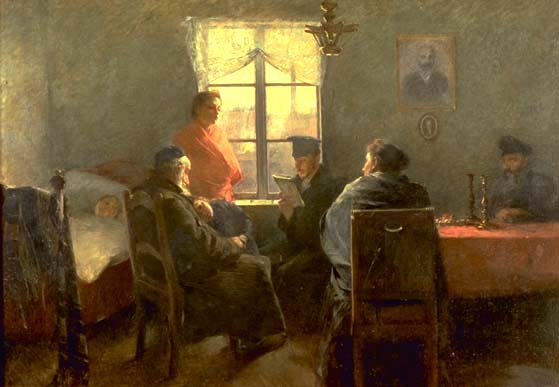
Sabbathnachmittag (1894)

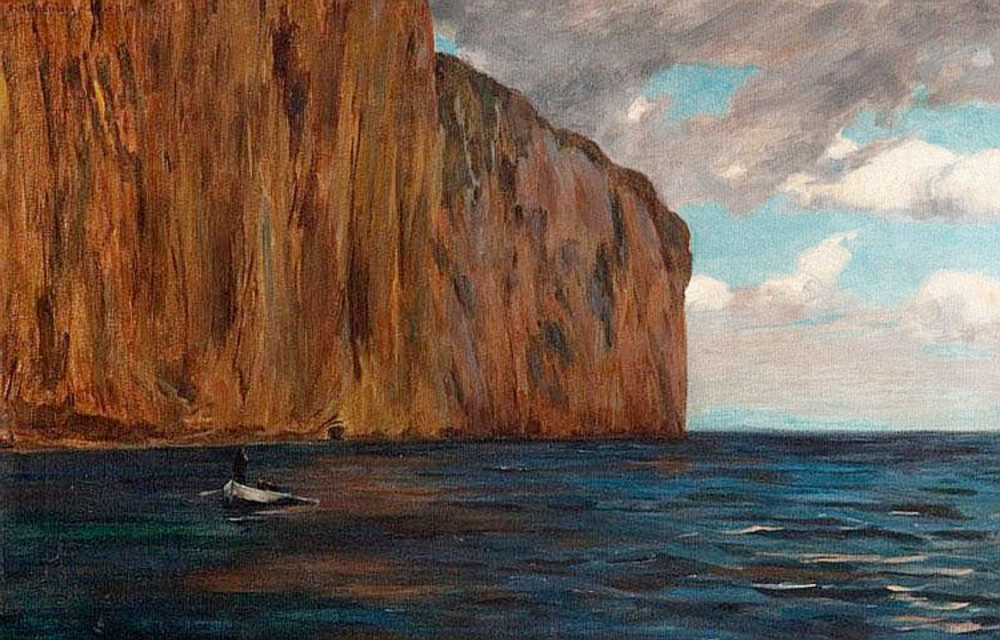
Capri (1901)

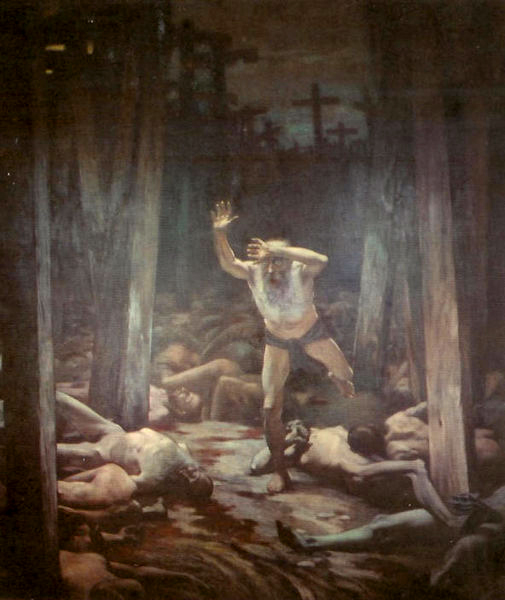
Der ewige Jude (1899)

Samuel Hirszenberg wurde 1865 als ältester Sohn eines jüdischen Webereiarbeiters im polnischen Łódź geboren. Gegen den Willen des Vaters und dank der finanziellen Unterstützung eines Arztes entschied er sich für eine Künstlerlaufbahn. Als 15-Jähriger begann er sein Studium an der Akademie der Schönen Künste von Krakau, wo er stark durch die realistische Malerei Jan Matejkos beeinflusst wurde. Nach zwei Jahren Ausbildung in Krakau führte er seine Studien von 1885 bis 1889 an der Königlichen Kunstakademie in München weiter. Mit seinem ersten größeren Werk Jeschibah (1887, so der damalige deutsche Titel, dargestellt wird eine Jeschiwa) erfuhr er einige Beachtung. Nach einer Ausstellung im Münchner Kunstverein zeigte er das Bild 1889 an der Kunstausstellung von Paris und erhielt dafür eine Silbermedaille. In Paris schloss er seine künstlerische Ausbildung an der Académie Colarossi ab.
1891 kehrte Hirszenberg nach Polen zurück und ließ sich ab 1893 wieder in seiner Geburtsstadt Łódź nieder. Während die Bilder der frühen Jahre, wie etwa die Bilder: Talmud-Studium, Sabbathnachmittag, Uriel Acosta und Jüdischer Friedhof, eine gewisse Verwandtschaft mit der jüdischen Genre-Malerei von Leopold Horovitz, Isidor Kaufmann und Maurycy Gottlieb zeigten, können die späteren eher dem Symbolismus zugeordnet werden. Themen der „tränenreichen“ jüdischen Geschichte traten in den Vordergrund. Zu erwähnen sind die drei bekanntesten Bilder dieser Periode: Der ewige Jude (1899), Exil (1904) und Czarny sztandar (Das schwarze Banner, 1905). Mehr als vier Jahre beschäftigte er sich mit dem großen Gemälde über den ewigen Juden, bevor er es 1900 im Pariser Salon zeigte. Enttäuscht über die geringe Resonanz in Paris und die Ablehnung in München und Berlin, zog er sich aus gesundheitlichen Gründen zurück. 1901 begab er sich für ein Jahr auf eine Italienreise. 1904 zog Hirszenberg nach Krakau, von wo aus er 1907 nach Palästina emigrierte. Er wurde Dozent an der Bezalel-Kunstgewerbeschule in Jerusalem. Nach einer kurzen und intensiven Schaffensperiode starb er 1908 in Jerusalem.